# Danny Mwanga
Danny Mwanga est un joueur congolais (RDC) de soccer né le 17 juillet 1991 à Kinshasa. Il évolue au poste d'attaquant avec les Rowdies de Tampa Bay en NASL.

## Biographie
Après deux saisons brillantes en NCAA, le championnat universitaire américain, Danny Mwanga signe un contrat Génération Adidas avec la MLS et est repêché en 1re position par l'Union de Philadelphie lors de la MLS SuperDraft 2010.
Le 24 juin 2013, Mwanga devient citoyen américain.
Le 25 novembre 2014, les Rapids du Colorado déclinent l'option de son contrat.